# Land und Leute (Publikationsreihe)
Land und Leute war eine in der DDR erschienene Publikationsreihe, die vom Deutschen Friedensrat herausgeben und vom Berliner Verlag vertrieben wurde. Zwischen 1957 und 1961 erschienen 32 verschiedene Hefte, die jeweils ein anderes Land in Wort und Bild vorstellten. Die Länderhefte waren monatlich im Buchhandel und im Postzeitungsvertrieb erhältlich. Der Umfang betrug in der Regel 64 Seiten.

## Ausgaben (Auswahl)
- Helmut Kunert: Polen. [1958] OCLC 73521182
- Harry Zinger: Sudan. [1958] OCLC 73521203
- Günter Schumacher: Cuba. [1960] OCLC 73521196
- Max Hamann: Island. [1960] OCLC 720221632
- Gerhard Mehnert: Japan / Go Minato. [1960] OCLC 73521188
- Heinz Schnura, Friedensrat der Deutschen Demokratischen Republik: Mongolische Volksrepublik. [1960] OCLC 28650588
- Christoph Mothes: Vietnam / Hanno Thoms. [1961] OCLC 73521199